# کاراپلی
کاراپلی (انگلیسی: Carapelli) شرکت صنایع غذایی ایتالیایی است، که در سال ۱۸۹۳ تأسیس شد.